# Džoging
Džoging (izvirno jogging) je tek v počasnem ritmu, pri katerem je v nasprotju s tekom kontakt s tlemi vedno prisoten. Je počasnejši od teka oziroma njegova hitrost ne preseže 10 km/h. Cilj je povečanje fizične pripravljenosti, vendar z manj stresa na telo kot pri običajnem teku in hkrati več kot pri hoji. Kadar se izvaja na daljše razdalje, govorimo o aerobičnem vzdržljivostnem treningu.

## Zgodovina
Beseda jog izvira iz Anglije, iz sredine 16. stoletja, navkljub pa naj bi beseda bila v relaciji z shog. V tistem času je ta pomenila odhod. Beseda jog pa je v angleški literaturi opisovala kratke in hitre namenske ali nenamenske gibe. Etimološko beseda ni raziskana. Leta 1593 je William Shakespeare napisal v Ukročeni trmoglavki, kjer piše »morda si bila na joggingu, zato imaš zelene čevlje.«